# ペジマン・モンタゼリ
ペジマン・モンタゼリ（ペルシア語: پژمان منتظری, ラテン語: Pejman Montazeri，1983年9月6日 - ）は、イラン・アフヴァーズ出身の元サッカー選手。現役時代のポジションはディフェンダー。

## 経歴

### クラブ

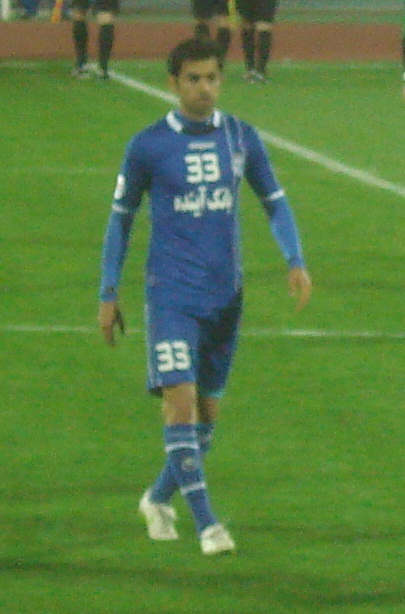
AFCチャンピオンズリーグ2013でのモンタゼリ

2004-05シーズンにペルシアン・ガルフ・プロリーグを制したフーラードFCで高い才能を評価され、AFCチャンピオンズリーグ2006のグループリーグでもプレーした。
フーラードFCが2部に降格したため、エステグラルFCに移籍した。移籍後2シーズン、レギュラーでプレーし、ペルシアン・ガルフ・プロリーグとハズフィー・カップでの優勝に貢献した。その後、2013年まで契約を延長した。2012-13シーズンにはリーグ優勝し、AFCチャンピオンズリーグ2013ではベスト4に進出した。
2014年1月5日、カタール・スターズリーグのウム・サラルSCに移籍。自身初の国外移籍となる。
2015年5月31日、アル・アハリ・ジッダと2年契約を結んだ。
2017年6月14日、契約満了に伴いエステグラルFCに復帰した。

### 代表
2006年、U-23イラン代表としてアジア大会2006に出場した。2011年10月5日、パレスチナ戦でフル代表デビューした。2014 FIFAワールドカップ予選、AFCアジアカップ2015予選、西アジアサッカー選手権2012に出場した。2014年6月1日、2014 FIFAワールドカップのメンバーに選出された 。グループリーグ全試合にフル出場したが、チームは敗退した。AFCアジアカップ2015では、怪我により出場できなかった。2018 FIFAワールドカップの本大会メンバーに選出された。

## 個人成績

### クラブ
2015年2月6日現在
| クラブでの成績 | クラブでの成績 | クラブでの成績     | リーグ戦 | リーグ戦 | カップ戦 | カップ戦 | 国際大会 | 国際大会 | 合計 | 合計 |
| シーズン       | クラブ         | リーグ             | 出場     | 得点     | 出場     | 得点     | 出場     | 得点     | 出場 | 得点 |
| -------------- | -------------- | ------------------ | -------- | -------- | -------- | -------- | -------- | -------- | ---- | ---- |
| 2004–05        | フーラードFC   | イラン・プロリーグ | 29       | 2        |          |          | –        | –        | 29   | 2    |
| 2005–06        | フーラードFC   | イラン・プロリーグ | 28       | 1        |          |          | 6        | 1        | 34   | 2    |
| 2006–07        | フーラードFC   | イラン・プロリーグ | 24       | 2        | 2        | 0        | –        | –        | 26   | 2    |
| 2007–08        | エステグラルFC | イラン・プロリーグ | 31       | 2        | 6        | 1        | –        | –        | 37   | 3    |
| 2008–09        | エステグラルFC | イラン・プロリーグ | 28       | 0        | 2        | 0        | 4        | 0        | 34   | 0    |
| 2009–10        | エステグラルFC | イラン・プロリーグ | 32       | 2        | 2        | 0        | 7        | 1        | 41   | 3    |
| 2010–11        | エステグラルFC | イラン・プロリーグ | 32       | 2        | 3        | 1        | 6        | 0        | 41   | 3    |
| 2011–12        | エステグラルFC | イラン・プロリーグ | 28       | 2        | 4        | 0        | 7        | 0        | 39   | 2    |
| 2012–13        | エステグラルFC | イラン・プロリーグ | 29       | 1        | 3        | 1        | 8        | 1        | 40   | 3    |
| 2013–14        | エステグラルFC | イラン・プロリーグ | 19       | 1        | 1        | 0        | 4        | 0        | 24   | 1    |
| 2014-15        | ウム・サラルSC | カタールリーグ     | 14       | 0        | 1        | 0        | –        | –        | 15   | 0    |
| 2015-16        | ウム・サラルSC | カタールリーグ     | 25       | 2        | 0        | 0        | –        | –        | 25   | 2    |
| 2016-17        | アル・アハリSC | カタールリーグ     | 18       | 2        | 0        | 0        | -        | -        | 18   | 2    |
| 2017–18        | エステグラルFC | イラン・プロリーグ | 9        | 0        | 1        | 1        | 0        | 0        | 10   | 1    |
| 通算           | イラン         | イラン             | 293      | 15       | 23       | 4        | 42       | 3        | 358  | 21   |
| 通算           | カタール       | カタール           | 57       | 4        | 1        | 0        | –        | –        | 58   | 3    |
| 通算           | 通算           | 通算               | 349      | 18       | 23       | 3        | 42       | 3        | 415  | 24   |

## 代表歴

### 出場大会
- イラン代表
  - 2014 FIFAワールドカップ
  - 2018 FIFAワールドカップ

### 試合数
- 国際Aマッチ 51試合 2得点（2008年-2019年）[11]

| イラン代表 | 国際Aマッチ | 国際Aマッチ |
| 年         | 出場        | 得点        |
| ---------- | ----------- | ----------- |
| 2008       | 1           | 0           |
| 2011       | 1           | 1           |
| 2012       | 9           | 0           |
| 2013       | 7           | 0           |
| 2014       | 8           | 0           |
| 2015       | 8           | 0           |
| 2016       | 6           | 1           |
| 2017       | 3           | 0           |
| 2018       | 7           | 0           |
| 2019       | 1           | 0           |
| 通算       | 51          | 2           |

### 得点
| # | 開催年月日    | 開催地                         | 対戦国     | スコア | 結果 | 試合概要 |
| - | ------------- | ------------------------------ | ---------- | ------ | ---- | -------- |
| 1 | 2011年10月5日 | テヘラン，アザディ・スタジアム | パレスチナ | 5–0    | 7–0  | 親善試合 |

## タイトル

### クラブ
フーラードFC
- ペルシアン・ガルフ・プロリーグ：1回 (2004-05)

エステグラル
- ペルシアン・ガルフ・プロリーグ：2回 (2008-09,2012-13)
- ハズフィー・カップ：3回 (2007-08,2011-12,2017-18)